# Monument voor de Ronde van Vlaanderen

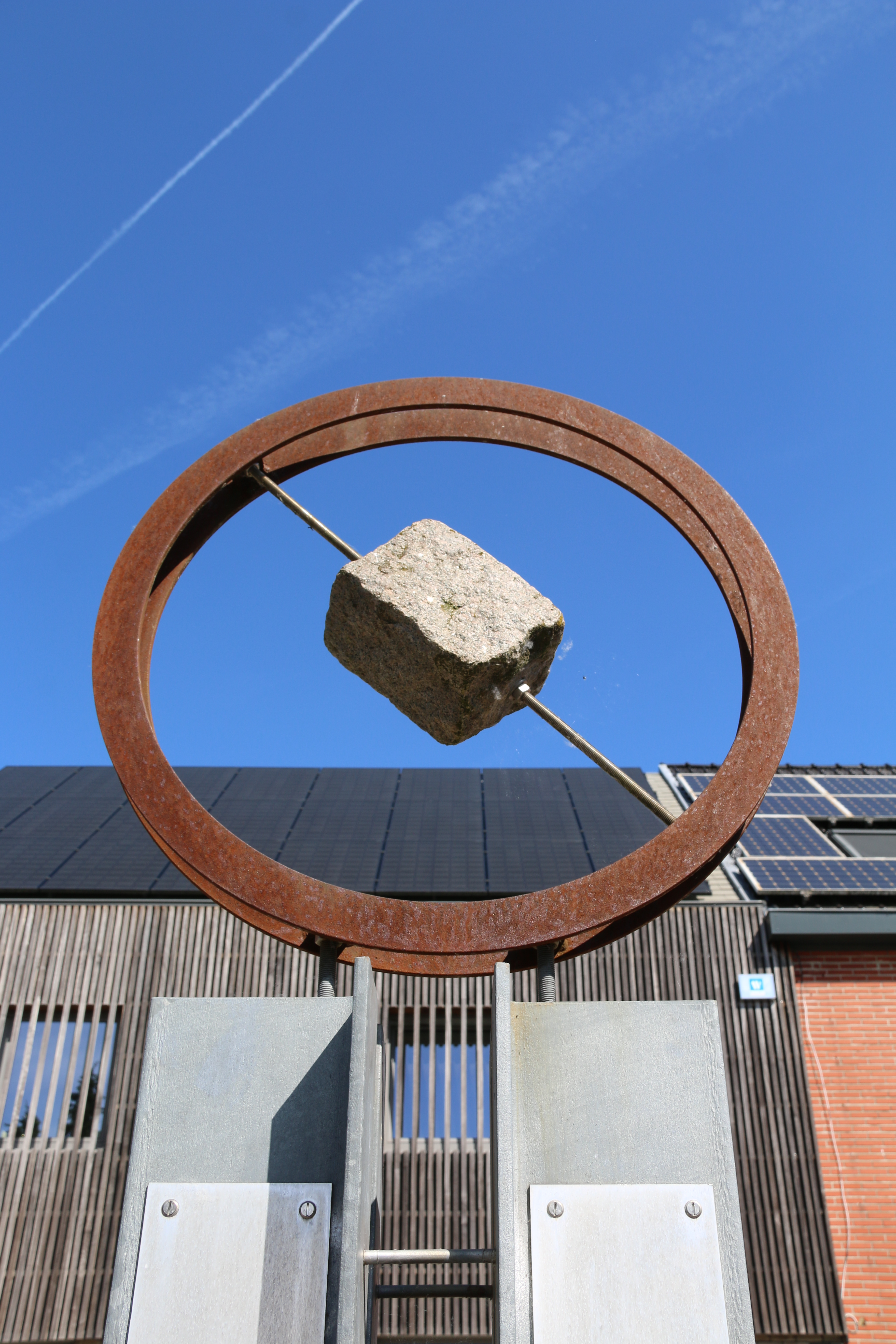

Het monument voor de Ronde van Vlaanderen is een monument uit 2005 aan de Paddestraat in Velzeke-Ruddershove, deelgemeente van de Belgische stad Zottegem. Het monument werd ontworpen door Velzekenaar Rafaël Van der Spiegel, kunstacademiedirecteur Paul Baele paste het ontwerp aan en smid Geert De Cooman maakte het. Een metalen cirkel op een sokkel verwijst naar de Paddestraat (kassei) en de Ronde van Vlaanderen (wiel). Op de metalen hoekprofielen van het 2,5 meter hoge en 200 kilo zware monument staan de namen van de winnaars sinds 1973, het eerste jaar van de Paddestraat in de Ronde. De winnaar van 1988 (Eddy Planckaert) ontbreekt in de lijst, omdat de Paddestraat in dat jaar door wegenwerken ontbrak in het parcours. Bij 2011 en 2023 wordt vermeld Paddestraat vergeten, omdat de straat toen ook niet werd opgenomen in het parcours.

## Afbeeldingen

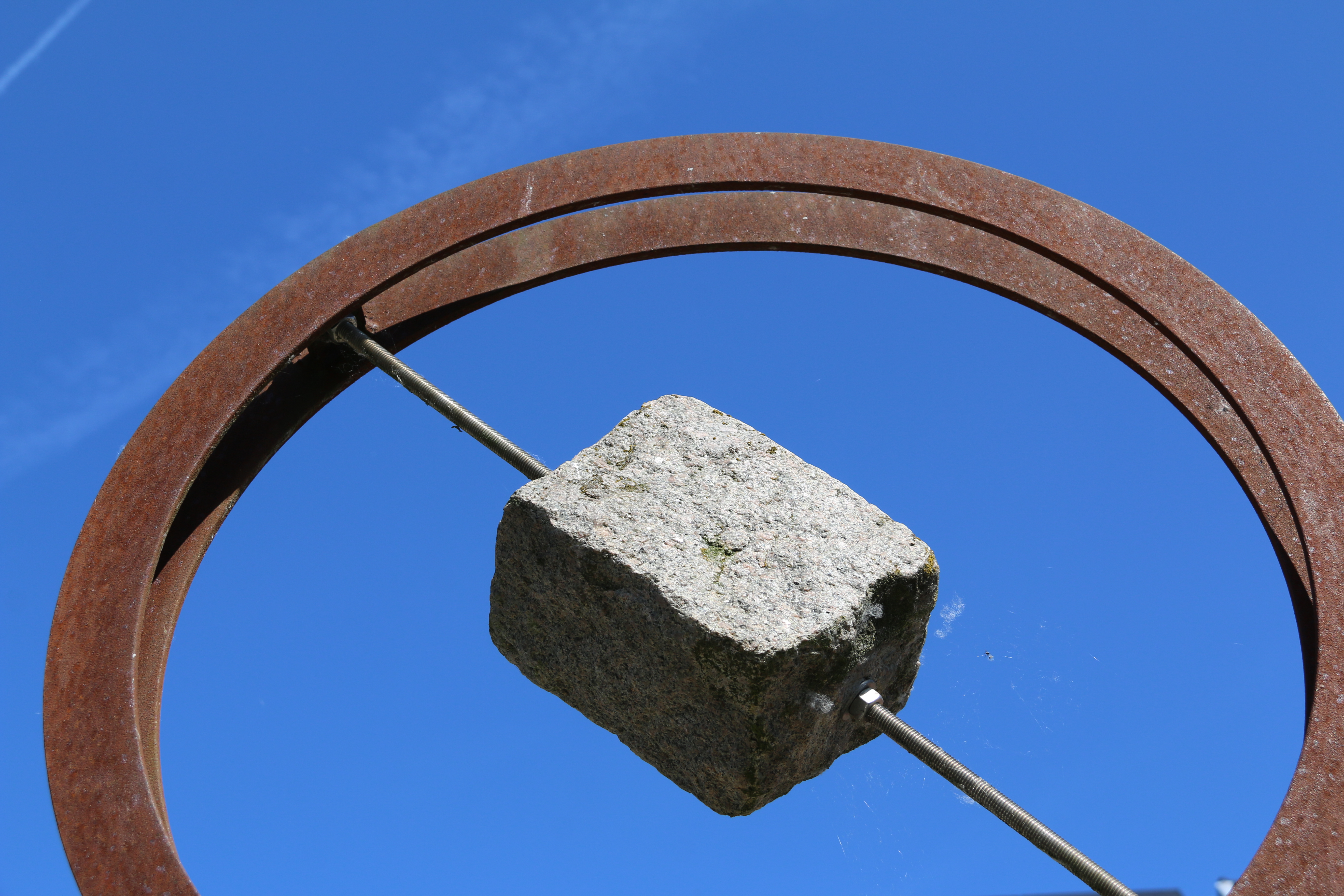
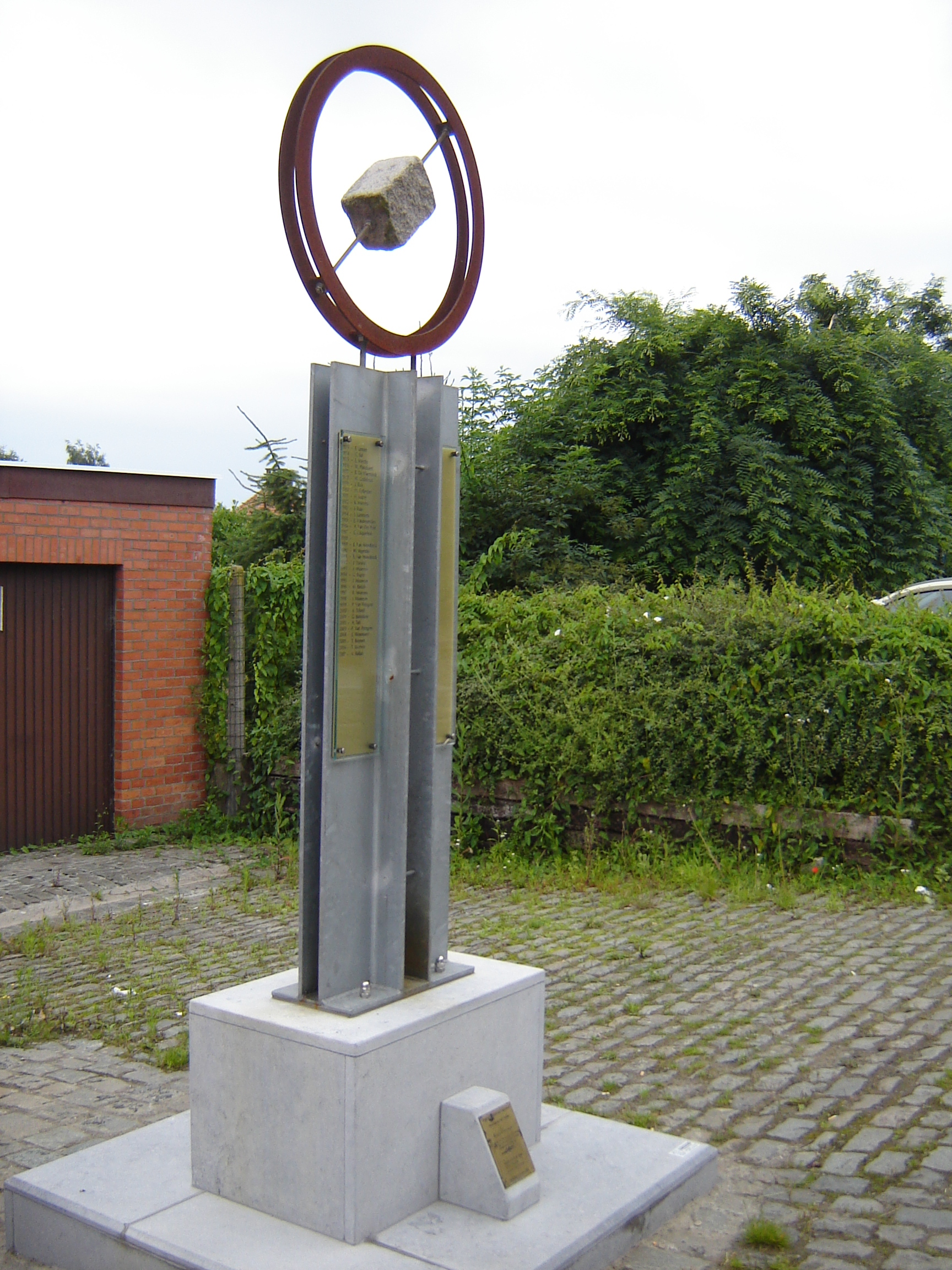
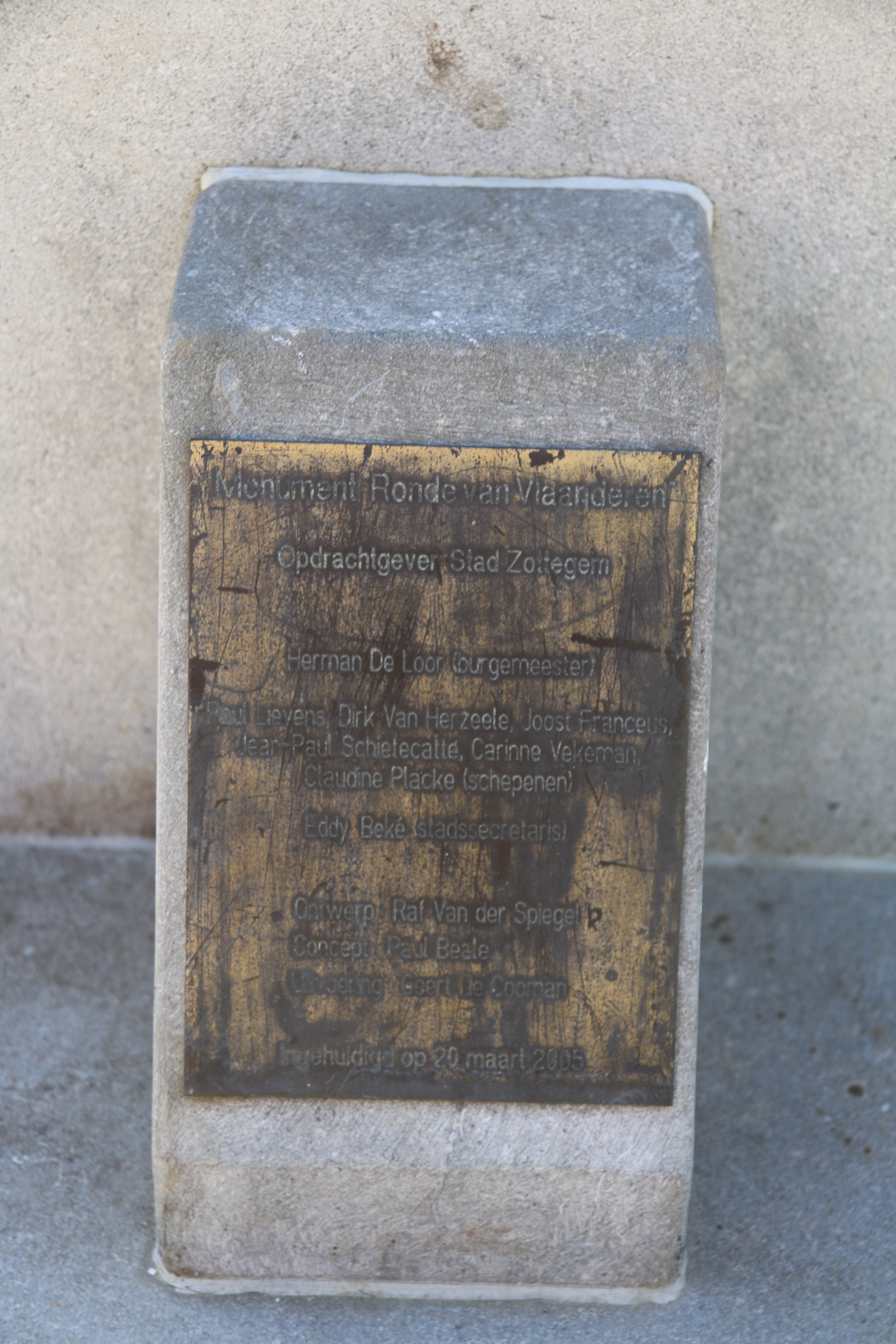
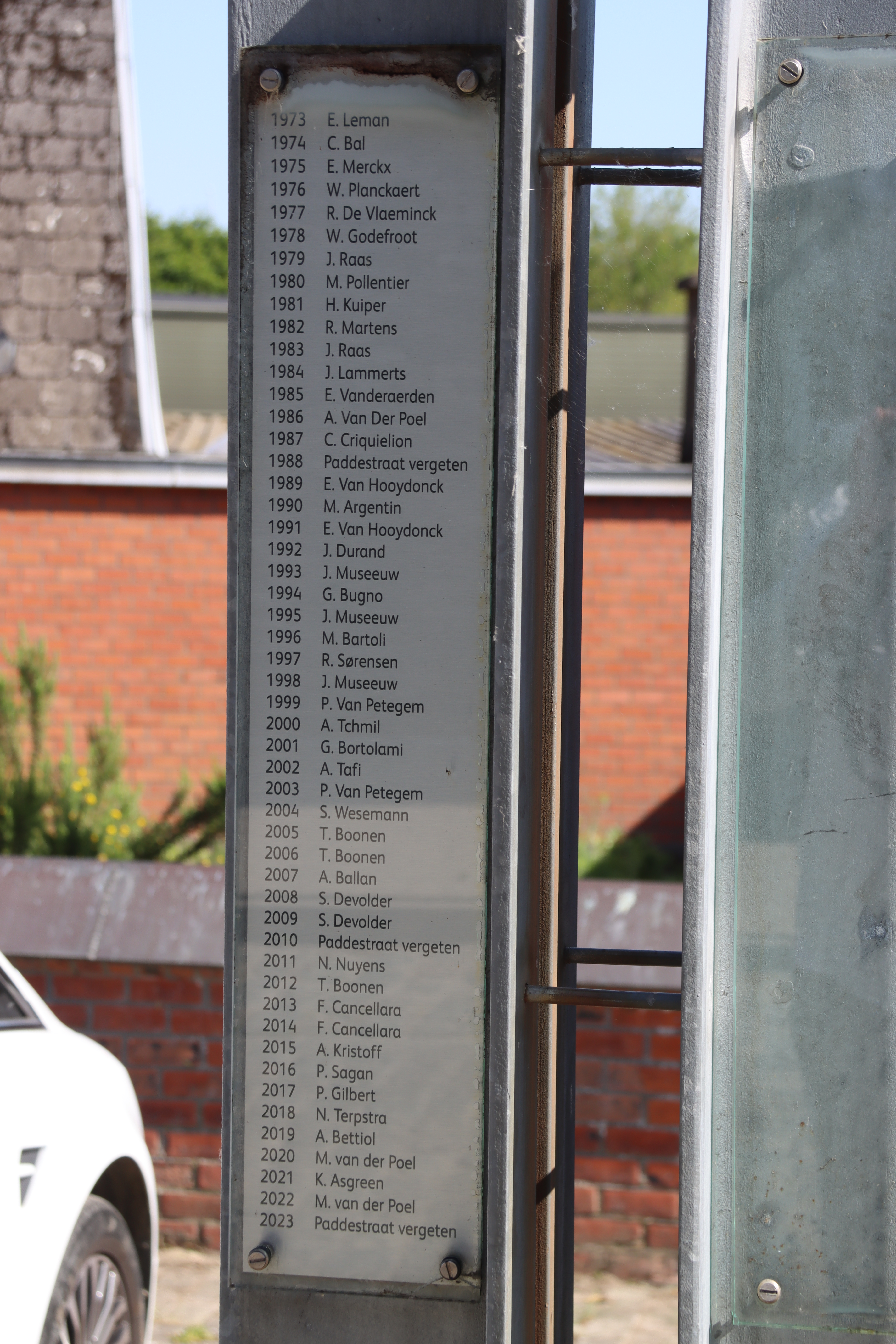